# 河合誠一マイケル
河合 誠一マイケル（かわい せいいちマイケル、本名同じ、1957年 - ）は、日本のドラマー、パーカッショニスト、音楽プロデューサー。ソニー・ミュージックエンタテインメントSDグループ副本部長兼CPグループCPワークス・チーフプロデューサー。
アメリカ合衆国マサチューセッツ州生まれ。両親ともに日本人だが、アメリカでの学生結婚で生まれたため、同国の国籍と「マイケル」の名を持つ。
別名義で、マイケル河合河合マイケル、マイケル鼻血、ユンケル鼻血としても活動している。

## 来歴
1975年、上智大学経済学部経済学科入学。在学中にザ・スクェアなどのドラマーとしてバンド活動を行なう。
1979年、大学卒業と同時にCBS・ソニーへ入社。1981年にジャズの制作、1983年から大瀧詠一を担当。その後、プリンセス プリンセス、UNICORN、ピチカート・ファイヴ などのアーティストのプロデュースを手掛ける。

## 人物
ドラムの腕については、音楽プロデューサーの伊藤八十八（ザ・スクェアの初代プロデューサーでもあった）が「国内でも5本の指に入る」と高く評価していた。